# کلانتر ۲
کلانتر ۲ یک مجموعه‌ تلویزیونی به کارگردانی محسن شاه‌محمدی و تهیه‌کنندگی اصغر زایری ساخته سال ۱۳۸۴ در ژانر پلیسی است که از شبکه یک سیما پخش شده‌است.

## داستان
مجموعه تلویزیونی کلانتر ۲ داستان سرگرد امیری است که با اعلام پرونده‌هایی نظیر قتل، سرقت، آدم‌ربایی و کلاه‌برداری به او وی مأمور رسیدگی به این پرونده‌ها می‌شود. این مجموعه در ۱۷ قسمت و در ۳ اپیزود تولید شده‌است که دربارهٔ قتل و سرقت و قتل و کلاهبرداری و قاچاق انسان است.

## اپیزودها
هر اپیزود این سریال شامل چندین قسمت است:
- مخمصه (دربارهٔ قتل و سرقت) - ۵ قسمت: رحیم نوروزی، لیلا برخورداری، مریم سلطانی، غلامرضا میرزاصادقی، سیامک اشعریون، حسین فرخ‌طبا، آزاده خورشیددوست، حسین چنگی، مهتاب فرامرزی، امیرمختار کمالی

- سهراب (دربارهٔ قتل و کلاهبرداری) - ۷ قسمت: اردلان شجاع‌کاوه، مرجانه گلچین، شیرین قهرمانی، معصومه آقاجانی، امیر مهدی‌کیا (هادی مهدی‌کیا)، روح‌الله مفیدی، احسان مرادی، لیلی سلیمانی، مهسا میرزاصادقی، حسام میرزاصادقی، احسان استیری، علی امجدی

- مسافر خوشبختی (دربارهٔ قاچاق انسان) - ۵ قسمت: نفیسه روشن، سیامک اطلسی، مهوش افشارپناه، شراره دولت‌آبادی، افسانه ناصری، شراره رخام، بهزاد رحیم‌خانی، میلاد موثقی، مریم احمدی، سولماز آقمقانی، علیرضا هاشمی، پریا مردانیان، نعیم صیرفی، زهرا اربابیان، مژگان ترانه، هلن منتظری، مریم ده‌بزرگی

## بازیگران ثابت
- ایرج نوذری - سرگرد امیری
- علی برجی - ستوان بیات
- آرام چراغی - سروان رضایی
- سیامک اسفندیاری - دفتردار